# Cerámica Shino

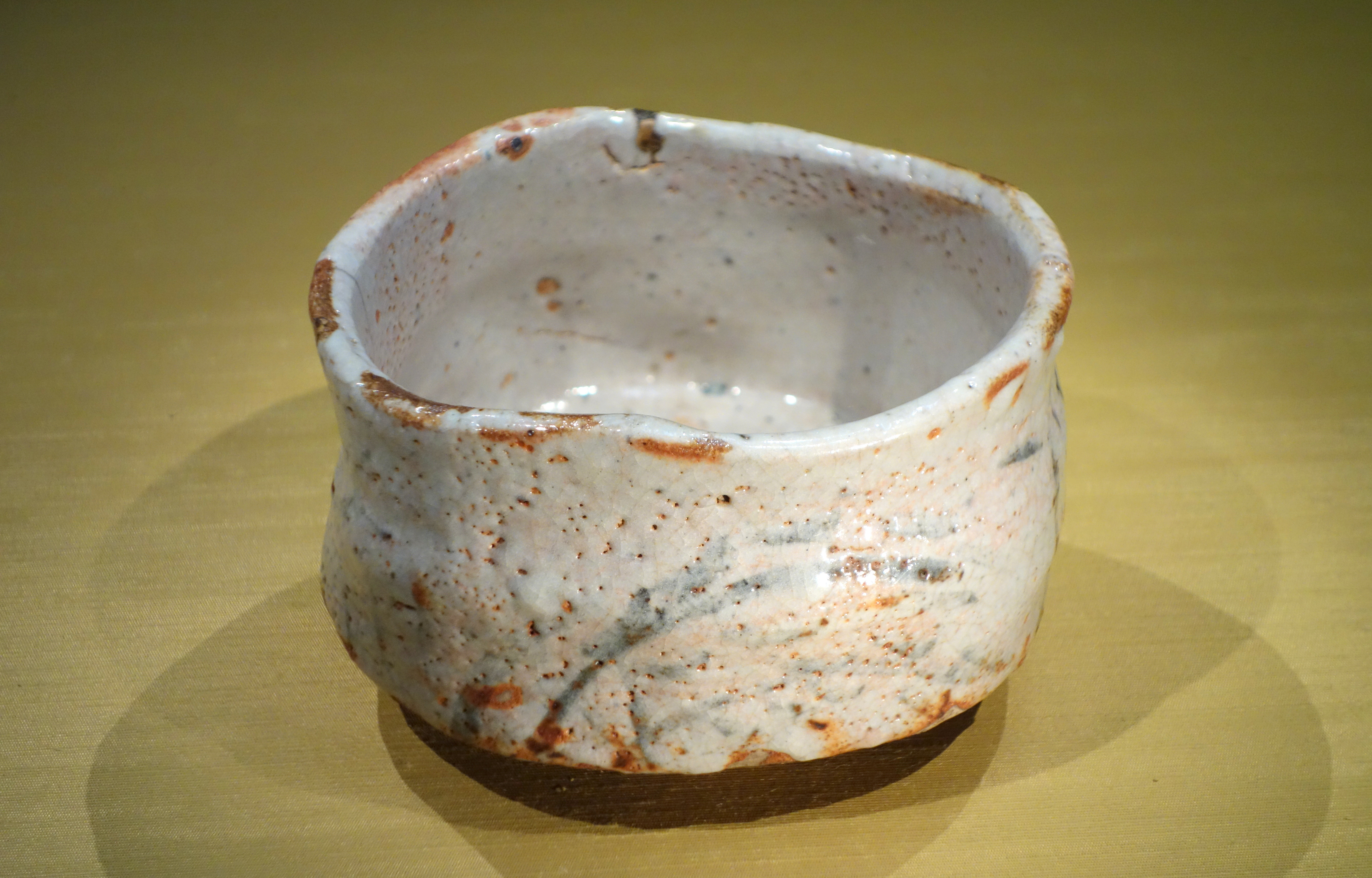
Furisode, cuenco de té de cerámica Shino, período Azuchi-Momoyama al período Edo, siglos XVI-XVII.

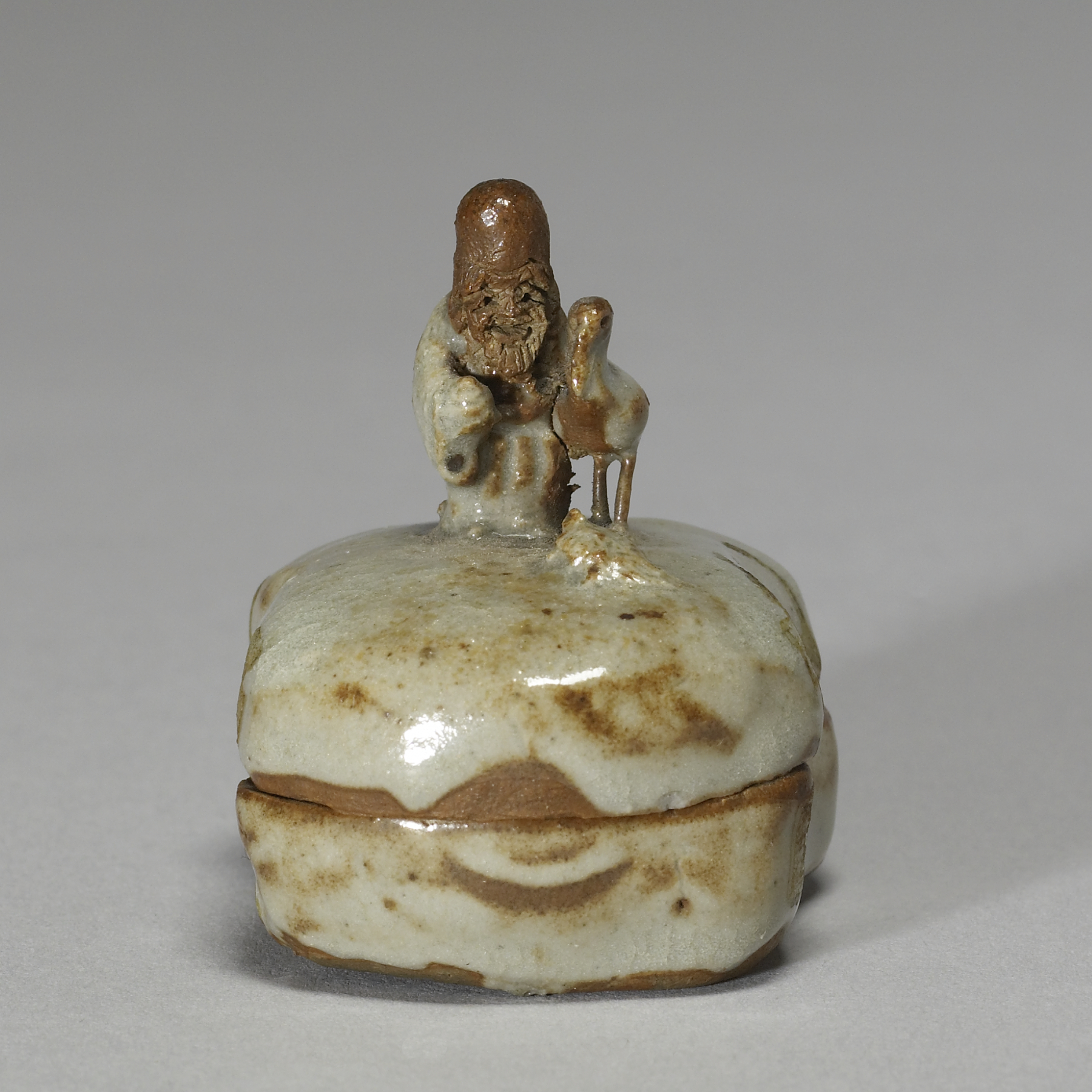
Recipiente para incienso Shino (kogo) con figuras esculpidas de Jurojin con una grulla y una tortuga. Vidriado de feldespato de Masaki Sōzaburō, finales del período Edo, principios del siglo XIX.

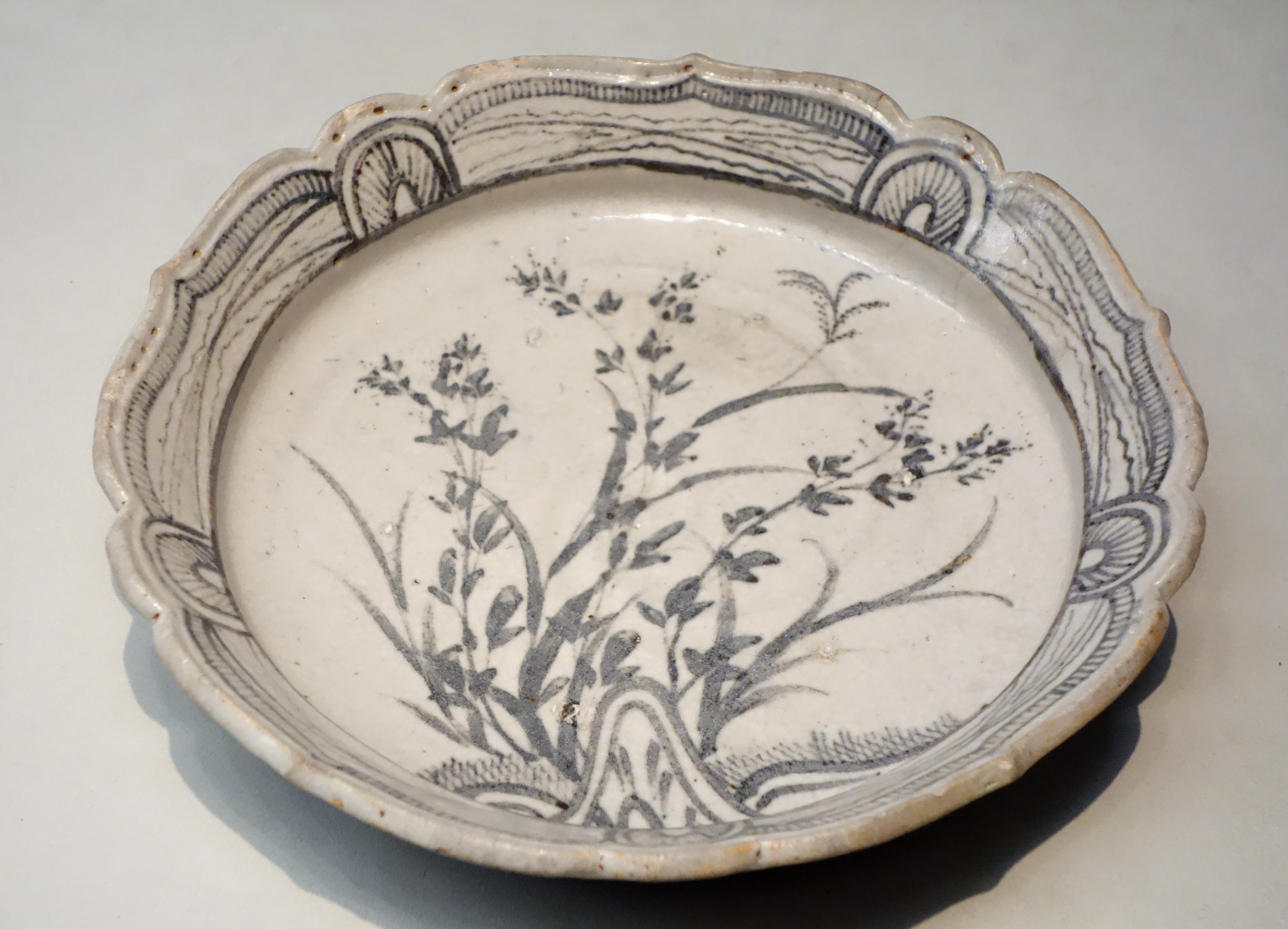
Cuenco poco profundo de cerámica Shino, período Azuchi-Momoyama a Edo, siglos XVI-XVII

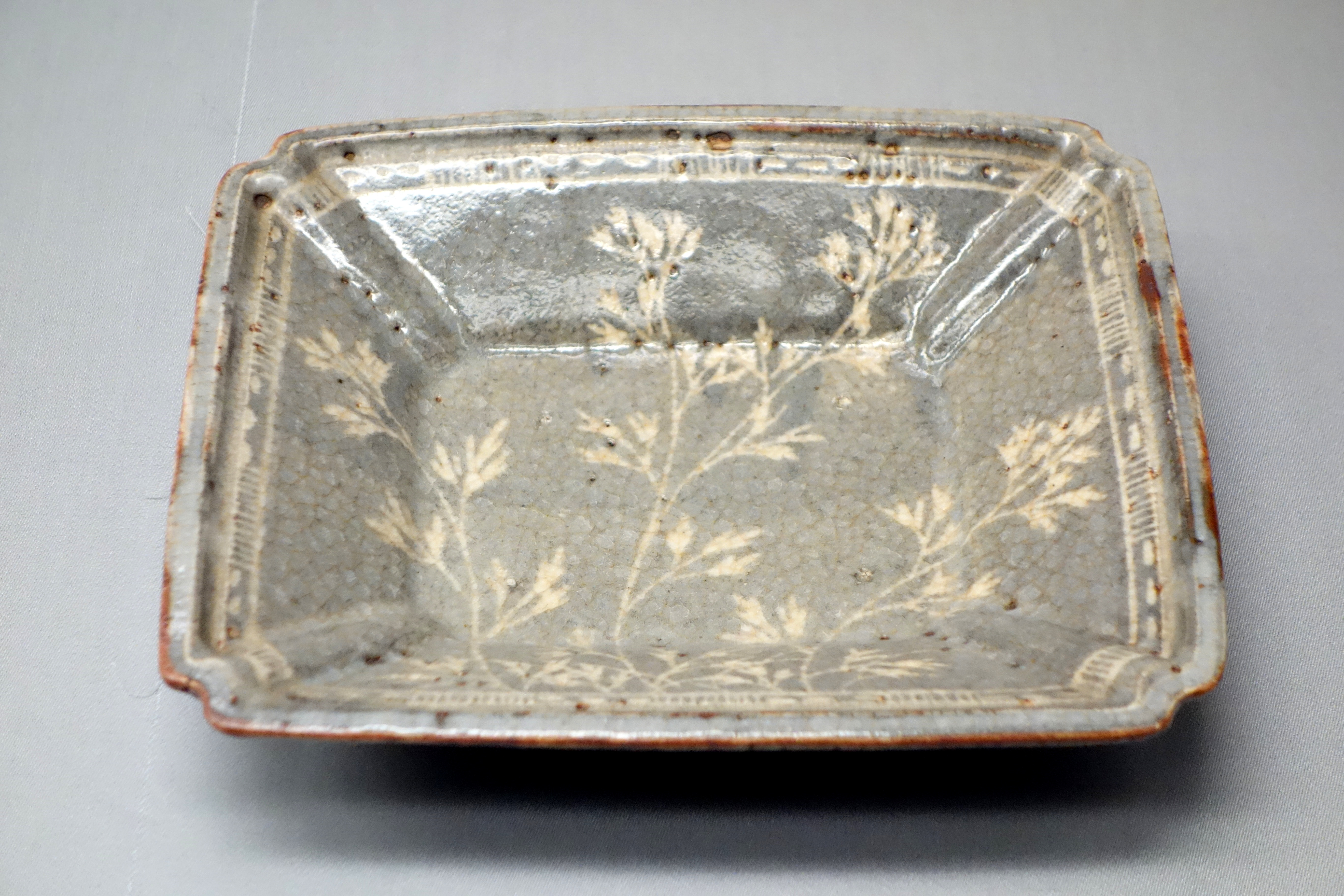
Cerámica Nezumi-Shino, plato cuadrado con diseño de hierbas otoñales, período Azuchi-Momoyama a Edo, siglos XVI-XVII

La Cerámica Shino (志野焼 Shino-yaki?)  es un tipo de cerámica japonesa, generalmente realizada en gres, originaria de la provincia de Mino, en la actual prefectura de Gifu, Japón. Se distingue por un grueso vidriado blanco, marcas rojas del fuego y una textura de pequeños orificios. Algunos expertos creen que no debería tratarse como algo distinto de la cerámica Oribe, sino que debería describirse como «Oribe blanco». : 8, 16 

## Historia
El origen del término Shino es desconocido. Puede derivar de “Shiro”, la palabra japonesa para blanco, o puede referirse al maestro del té Shino Soshin (1444–1523). Kuroda y Murayama hacen referencia a un texto de Kanamori Tokusiu (1857) que dice:
"Shino Soshin tenía un cuenco esmaltado en blanco, con forma de zapato, importado del sur de Asia, que usaba como cuenco para el té".
La primera cerámica Shino se desarrolló durante el período Azuchi-Momoyama (1568-1603), en hornos de las zonas de Mino y Seto (Aichi). El vidriado, compuesto principalmente de materias primas locales, feldespato molido y una pequeña cantidad de arcilla, originaba un color blanco satinado. Fue el primer vidriado blanco utilizado en la cerámica japonesa. Las piezas decoradas con Shino se cocían en los hornos escalonados que se utilizaban en aquella época. Los hornos Anagama eran hornos de una sola cámara construidos a partir de una zanja en una ladera que estaba cubierta con un techo de tierra. A medida que los hornos Anagama fueron reemplazados por los hornos Noborigama (de múltiples cámaras) durante la primera década del siglo XVII, el esmalte cerámico Shino fue reemplazado por los esmaltes de la cerámica Oribe conseguidos en estos nuevos hornos. La cerámica Shino disfrutó de un breve retorno en el siglo XIX, para más tarde caer en el olvido.
En las décadas de 1930 y 1940, dos alfareros japoneses, Toyozo Arakawa y Hajime Katō, desarrollaron el primer esmalte Shino moderno estudiando las cerámicas Shino de Momoyama. Trabajando de forma independiente, en 1974, Virginia Wirt, alumna de Warren MacKenzie en la Universidad de Minnesota, desarrolló una fórmula de vidriado que igualmente buscaba imitar los modelos históricos. Su esmalte, que añadía carbonato de sodio y espodumena a la base de feldespato y arcilla, fue el primer Shino americano.
Desde entonces, el Shino se ha convertido en uno de los vidriados más populares en los estudios de cerámica estadounidenses. De la fórmula original de Wirt han surgido muchas versiones. Aunque se pueden añadir muchos óxidos colorantes y fundentes diferentes, creando una amplia gama de efectos, éstos se caracterizan por el uso de carbonato de sodio y por una alta proporción de alúmina y sílice. En determinadas condiciones de cocción, el carbonato de sodio hace que el carbono quede aprisionado en el vidriado, creando las manchas o parches grises característicos en la superficie del mismo.

## Características
Al igual que otras piezas de cerámica Mino, el estilo Shino está basado en las obras más antiguas de la cerámica Seto, con variaciones en la forma, la decoración y el acabado. Las formas suelen ser robustas y cilíndricas, gruesas pero ligeras. Pueden ser grises, rojas o blancas, pintadas con óxido de hierro o vidriadas. Los platos, cuencos y utensilios para preparar té son los más comunes. 
Esmalte Shino (志野釉 Shino uwagusuri?) es un término genérico para una familia de vidriados. Suelen tener un color que va del blanco lechoso al anaranjado, a veces con manchas gris carbón, conocidas como "trampa de carbono", que es la retención del carbono en el esmalte durante el proceso de cocción.  El término también se refiere a la cerámica japonesa hecha con el esmalte Shino.  
Las cocciones de Shino suelen ser a temperaturas más bajas y durante un período de tiempo más largo, para luego realizar un enfriamiento lento. Debido a las bajas temperaturas de fusión del vidriado Shino, éste debe aplicarse antes que cualquier otra capa de vidriado. Con estas condiciones no se permite que el esmalte se funda completamente, y el resultado es un vidriado espeso que a menudo tiene un patrón de arrastre. Si el Shino se aplica encima de otra capa de vidriado, el desprendimiento de gases del vidriado inferior burbujeará a través de él, provocando picaduras y otros efectos no deseados.
También existe una clase de esmaltes Shino, llamados Shino "Crawling", que están formulados intencionalmente para exhibir un defecto del vidriado conocido como "crawling". Dichos Shinos forman pequeñas manchas regulares de arcilla sin cubrir por toda la superficie de la vasija, algunas de las cuales llegan a hacer que el vidriado se acumule en la superficie.